# Aleksandr Glazunov
Aleksandr Konstantínovich Glazunov (en ruso, Александр Константинович Глазунов; San Petersburgo, 10 de agosto de 1865-París, 21 de marzo de 1936), conocido como Aleksandr Glazunov, fue un compositor, director de orquesta e influyente maestro de música ruso. Alternó la recuperación de las raíces musicales rusas con su adscripción a las influencias estilísticas occidentales, que fueron haciéndose más fuertes en sus últimas obras. Era cercano al círculo de compositores rusos de recuperación nacionalista y folclórica conocido como el Grupo de los Cinco. Se le considera el último exponente de la escuela nacional rusa de composición, fundada por Mijaíl Glinka. Cultivó la llamada música de programa.

## Biografía
Glazunov nació en San Petersburgo, hijo de un librero y editor. Su talento fue descubierto por Mili Balákirev, en 1879. Estudió música bajo la dirección de Nikolái Rimski-Kórsakov. Su primera composición la terminó a los 14 años. La primera de sus 8 sinfonías fue estrenada en 1882, cuando Glazunov tenía 16 años. Su popular poema sinfónico Stenka Razin también fue un trabajo de juventud. Franz Liszt se fijó en su trabajo y divulgó su reputación internacionalmente. Glazunov retrucó, dedicándole su segunda sinfonía.

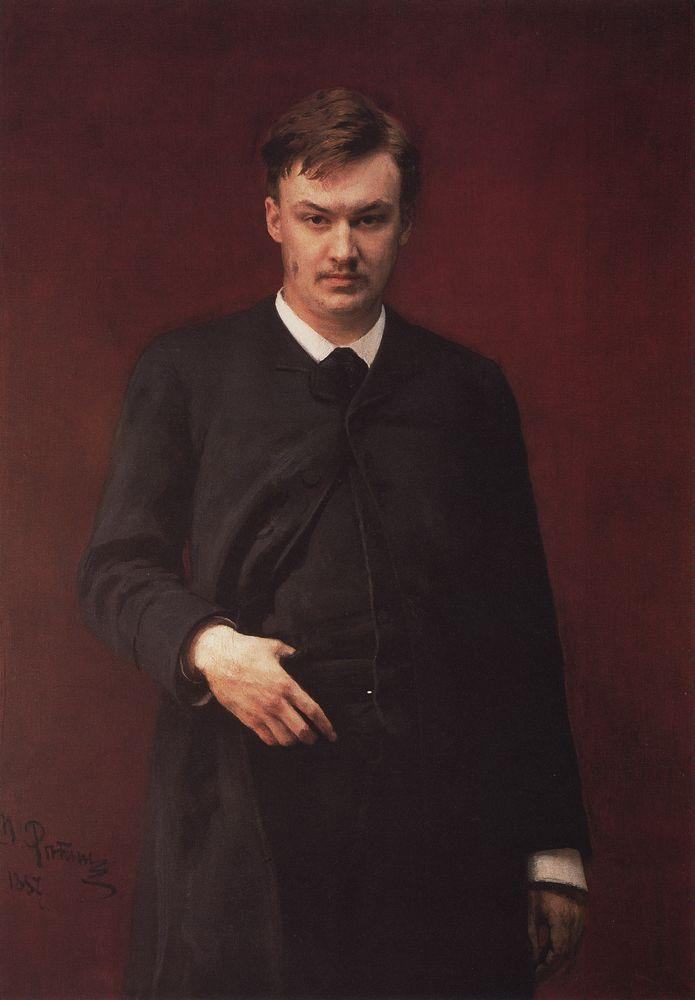
Glazunov, según un retrato pintado por Iliá Repin.

La tradición lo culpa del fracaso de la primera sinfonía de Serguéi Rajmáninov, pues se supone que dirigió borracho el estreno de dicha obra, en 1897. Esta versión nunca pudo ser confirmada. Algunas fuentes sospechan de una especie de boicot de Glazunov a Rajmáninov, fruto de rivalidades estilísticas. Rajmáninov se limitó a comentar al respecto:

La sinfonía ha sido pésimamente ejecutada. Me asombra que un hombre de tan enorme talento como Glazunov dirija tan mal la orquesta. No me refiero a su técnica; hablo simplemente de su musicalidad. No siente nada cuando dirige. Hasta parece como si no comprendiese nada.
Serguéi Rajmáninov

En occidente fue reconocido como una gran autoridad en su campo, también gracias a la ayuda de su mentor y amigo Nikolái Rimski-Kórsakov. Junto a aquel, terminó en 1889 algunos de los grandes trabajos inconclusos de Aleksandr Borodín, como la ópera El príncipe Ígor y las Danzas polovtsianas. El mismo año, se encargó de componer música que representó a Rusia en la Exposición Universal de París de 1889.
En 1899, Glazunov se convirtió en profesor del conservatorio de San Petersburgo. Renunció a este trabajo en 1905 en solidaridad frente a la expulsión del director del establecimiento, Rimski-Kórsakov, exonerado debido a su apoyo a los estudiantes que protestaban por la situación política y social de Rusia. Glazunov llegaría a ser, al año siguiente, también director del conservatorio (1906 a 1917). Allí, por ejemplo, fue maestro de Dmitri Shostakóvich. 
Escribió ocho sinfonías (más una inconclusa), poemas sinfónicos, conciertos, gran cantidad de música, teatral, ceremonial y de cámara. Pero, posiblemente sus obras más recordadas y montadas son sus tres ballets clásicos (Raymonda, Las Estaciones y Astucias de amor), que fueron coreografiadas originalmente por Marius Petipa. 
Durante la primera fase de la I Guerra Mundial realizó una composición propagandística: Paráfrasis sobre el Himno de los Aliados (1915). 
La inspiración postromántica de Glazunov, fuertemente influida por el lenguaje musical de Brahms, a esas alturas lo hacía chocar con otros compositores de tendencias más modernas, como el otro gran discípulo de Rimski-Kórsakov, Ígor Stravinski. Una muestra de dicha posición es una célebre anécdota que narra el comportamiento intransigente de Glazunov frente a las nuevas propuesta: el día del estreno de la Suite Escita, de Serguéi Prokófiev (San Petersburgo, 1916), Glazunov salió del teatro tapándose los oídos. 
A partir de la primera mitad de la década de 1920, sus composiciones fueron cada vez más esporádicas.
En 1922, fue condecorado como Artista del Pueblo de la URSS.
En 1928, salió de la entonces Unión Soviética como representante en la celebración del centenario de Franz Schubert, en Viena. Al finalizar el evento decidió "desertar" y no regresar con su delegación. 
Se casó. Viajó por Europa y los Estados Unidos. Murió en París en 1936, ciudad en la que se había establecido hacía cuatro años.
En sus últimos tiempos, Glazunov sufrió cierta indiferencia del público francés, más interesado en las composiciones asociadas a la vanguardia.

## Catálogo de obras
| Año     | Opus        | Obra | Tipo de obra                   |
| ------- | ----------- | --- | ------------------------------ |
| 1879/81 | s. op.      | Cinco Piezas, para cuarteto de cuerda.                                                                                | Música de cámara (cuarteto)    |
| 1881-82 | Opus 001    | Cuarteto de Cuerdas n.º 1.                                                                                            | Música de cámara (cuarteto)    |
| 1881-84 | Opus 005    | Sinfonía n.º 1, Sinfonía Eslava.                                                                                      | Música orquestal (sinfonía)    |
| 1881-84 | Opus 003    | Obertura n.º 1, sobre temas griegos, para orquesta.                                                                   | Música orquestal               |
| 1882-85 | Opus 004    | Cinco Romances, canciones.                                                                                            | Música vocal (piano)           |
| 1882    | Opus 007    | Serenata n.º 1, para orquesta.                                                                                        | Música orquestal               |
| 1883    | Opus 002    | Suite sobre el tema «S-A-S-C-H-A», para piano.                                                                        | Música solista (piano)         |
| 1883    | Opus 006    | Obertura n.º 2, para orquesta.                                                                                        | Música orquestal               |
| 1883    | s. op.      | Procession dedicated to V.V. Stassov, para voz y piano.                                                               | Música vocal (piano)           |
| 1881-85 | Opus 009    | Suite Característica, para orquesta.                                                                                  | Música orquestal               |
| 1884    | Opus 010    | Cuarteto de Cuerdas n.º 2.                                                                                            | Música de cámara (cuarteto)    |
| 1884    | Opus 011    | Serenata no 2, para trompa y pequeña orquesta.                                                                        | Música orquestal               |
| 1883    | s. op.      | Idylle, para trompa y orquesta de cuerdas.                                                                            | Música orquestal (cámara)      |
| 1884-87 | Opus 012    | Poème Lyrique, para orquesta.                                                                                         | Música orquestal               |
| 1885    | Opus 008    | A la memoria de un héroe, elegía para violonchelo y orquesta.                                                         | Música orquestal (concertante) |
| 1885    | Opus 013    | Stenka Razin, poema sinfónico.                                                                                        | Música orquestal               |
| 1886-87 | Opus 014    | Dos Piezas, para orquesta.                                                                                            | Música orquestal               |
| 1886-88 | Opus 026    | Cuarteto de cuerdas n.º 3, Cuarteto Eslavo.                                                                           | Música de cámara (cuarteto)    |
| 1886    | Opus 015    | Cinco Novelettes, para cuarteto de cuerdas.                                                                           | Música de cámara (cuarteto)    |
| 1886    | Opus 016    | Sinfonía n.º 2, A la memoria de Liszt.                                                                                | Música orquestal (sinfonía)    |
| 1888    | Opus 017    | Elegía, para violonchelo y piano.                                                                                     | Música instrumental (dúo)      |
| 1887    | Opus 019    | El bosque, fantasía para orquesta.                                                                                    | Música orquestal               |
| 1887    | Opus 027    | Dos canciones (según Pushkin), para voz y piano (orquestadas en 1890, opus 27a).                                      | Música vocal (piano)           |
| 1887-88 | Opus 020    | Dos Piezas, para violonchelo y orquesta. (hay versión para piano, opus 20a)                                           | Música orquestal (concertante) |
| 1887/88 | s. op.      | Cuarteto de Cuerdas sobre «B-LA-F», en Si mayor.                                                                      | Música de cámara (cuarteto)    |
| 1887    | s. op.      | Barcarola sobre las teclas negras, para piano.                                                                        | Música solista (piano)         |
| 1888    | s. op.      | Les Chanteurs de Noël, en Fa mayor del cuarteto de cuerda Jour de Fête.                                               | Música de cámara (cuarteto)    |
| 1887-91 | Opus 035    | Suite para cuarteto de cuerdas.                                                                                       | Música de cámara (cuarteto)    |
| 1888    | Opus 018    | Mazurca, para orquesta.                                                                                               | Música orquestal               |
| 1888    | Opus 025    | Preludio y dos mazurcas, para piano.                                                                                  | Música solista (piano)         |
| 1888    | Opus 026A   | Banquete eslavo, piezas sinfónicos.                                                                                   | Música orquestal               |
| 1888    | s. op.      | From Hafiz, romance after Pushkin (song) a.                                                                           | Música vocal                   |
| 1889    | Opus 028    | El mar, fantasía para orquesta.                                                                                       | Música orquestal               |
| 1889    | Opus 029    | Rapsodia oriental, para orquesta.                                                                                     | Música orquestal               |
| 1889    | Opus 021    | Marcha nupcial, para orquesta.                                                                                        | Música orquestal               |
| 1889    | Opus 022    | Dos piezas para piano.                                                                                                | Música solista (piano)         |
| 1889    | s. op.      | March of the Devil, en B flat major, para orquesta.                                                                   | Música orquestal               |
| 1889-91 | Opus 031    | Tres estudios para piano.                                                                                             | Música solista (piano)         |
| 1889    | Opus 037    | Nocturno, para piano.                                                                                                 | Música solista (piano)         |
| 1890    | Opus 023    | Valses sobre el nombre S-A-B-E-L-A, para piano.                                                                       | Música solista (piano)         |
| 1890    | Opus 024    | Rêverie, para trompa y piano.                                                                                         | Música instrumental (dúo)      |
| 1890    | Opus 030    | El Kremlin, cuadro sinfónico en tres partes.                                                                          | Música orquestal               |
| 1890    | Opus 033    | Sinfonía n.º 3. | Música orquestal (sinfonía)    |
| 1890    | s. op.      | Fanfares dedicated to the 25th composing-anniversary of Rimski-Kórsakov.                                              | Música orquestal               |
| 1890    | s. op.      | Scherzo-Quadrille, para dos pianos.                                                                                   | Música solista (pianos)        |
| 1891    | Opus 032    | Meditación, para violín y orquesta.                                                                                   | Música orquestal (concertante) |
| 1891    | Opus 032a   | Meditación, para violín y piano.                                                                                      | Música instrumental (dúo)      |
| 1891    | s. op.      | Do I hear your voice?, romance según Pushkin (canción).                                                               | Música vocal                   |
| 1891-93 | Opus 034    | La primavera [Vesna], cuadro sinfónico.                                                                               | Música orquestal               |
| 1892    | Opus 036    | Pequeño vals para piano.                                                                                              | Música solista (piano)         |
| 1891-92 | Opus 039    | Quinteto de cuerdas, para cuarteto y violonchelo.                                                                     | Música instrumental            |
| 1892    | Opus 038    | In Modo Religioso, cuarteto para trompeta, corno y dos trombones.                                                     | Música instrumental            |
| 1892    | Opus 040    | Marcha triunfal, para la gran orquesta y coro.                                                                        | Música coral (orquesta)        |
| 1892    | Opus 045    | Carnaval, obertura para gran orquesta y órgano.                                                                       | Música orquestal (concertante) |
| 1892    | s. op.      | Fanfares dedicated to the first performance of Rimski-Kórsakov's Opera "Mlada", para piano.                           | Música solista (piano)         |
| 1892    | s. op.      | Proud Song. | Música vocal                   |
| 1893    | Opus 041    | Gran Vals de Concierto, para piano.                                                                                   | Música solista (piano)         |
| 1893    | Opus 042    | Tres miniatura,s para piano.                                                                                          | Música solista (piano)         |
| 1893    | Opus 043    | Vals de salón, para piano.                                                                                            | Música solista (piano)         |
| 1893    | Opus 044    | Elegía para viola y piano.                                                                                            | Música solista (piano)         |
| 1893    | Opus 046    | Chopiniana, suite para orquesta sobre trozos piano de Frédéric Chopin.                                                | Música orquestal               |
| 1893    | Opus 047    | Concierto-vals n.º 1, para orquesta.                                                                                  | Música orquestal               |
| 1893    | Opus 048    | Sinfonía n.º 4. | Música orquestal (sinfonía)    |
| 1893    | s. op.      | Valse Miniature, en Sol menor, para piano.                                                                            | Música solista (piano)         |
| 1894    | Opus 049    | Tres piezas para piano.                                                                                               | Música solista (piano)         |
| 1894    | Opus 050    | Cortège Solennel, para orquesta.                                                                                      | Música orquestal               |
| 1894    | Opus 051    | Concierto-vals n.º 2, para orquesta.                                                                                  | Música orquestal               |
| 1894    | Opus 052    | Escenas de Ballet, suite, no prevista como obra coreográfica.                                                         | Música orquestal               |
| 1894    | Opus 053    | Fantasía de la obscuridad a la luz, para orquesta.                                                                    | Música orquestal               |
| 1894    | Opus 064    | Cuarteto de cuerdas n.º 4, en La menor.                                                                               | Música de cámara (cuarteto)    |
| 1895    | Opus 054    | Dos impromptus, para piano.                                                                                           | Música solista (piano)         |
| 1895    | Opus 055    | Sinfonía n.º 5. | Música orquestal (sinfonía)    |
| 1895    | Opus 056    | Cantata de la coronación, para cuatro solistas, coros y orquesta.                                                     | Música coral (cantata)         |
| 1895    | s. op.      | Madrigal en A mayor para dos pianos a cuatro manos.                                                                   | Música solista (piano)         |
| 1895    | s. op.      | Oriental Suite, para orquesta.                                                                                        | Música orquestal               |
| 1895    | s. op.      | Allegro Vivo en Mi flat mayor, para orquesta.                                                                         | Música orquestal               |
| 1895    | s. op.      | Theme and variations, en Sol menor, para cuarteto de cuerdas (rev. para orquesta de cuerda, 1917).                    | Música de cámara (cuarteto)    |
| 1896    | Opus 058    | Sinfonía n.º 6. | Música orquestal (sinfonía)    |
| 1897-98 | Opus 060    | Seis canciones, para voz aguda.                                                                                       | Música vocal                   |
| 1898    | Opus 057    | Raymonda, ballet clásico en tres actos.                                                                               | Música de ballet               |
| 1898    | Opus 059    | Seis canciones, para voz media.                                                                                       | Música vocal                   |
| 1898    | Opus 063    | Cantata Festiva, para solistas, coro femenino y 2 pianos a cuatro manos.                                              | Música coral (cantata)         |
| 1898    | s. op.      | Variation on a Russian Folksong Theme n.º 3 (Compuesto con Rimski-Kórsakov, Liadov, etc. (nueve) compositores rusos). | Música solista (piano)         |
| 1898-99 | Opus 070    | Cuarteto de cuerdas n.º 5, en Re menor.                                                                               | Música de cámara (cuarteto)    |
| 1898-99 | s. op.      | Movements (2) para cuarteto de cuerda.                                                                                | Música de cámara (cuarteto)    |
| 1899    | Opus 062    | Preludio y Fuga, en Re menor, para piano.                                                                             | Música solista (piano)         |
| 1899    | Opus 065    | Cantata sobre texto de Pushkin para solistas, coro y orquesta.                                                        | Música coral (cantata)         |
| 1899    | Opus 066    | Himno sobre texto de Pushkin, para coro femenino y piano.                                                             | Música coral (piano)           |
| 1899    | Opus 068    | Pas de Caractère de Raymonda, en Sol mayor para orquesta (o piano).                                                   | Música orquestal               |
| 1899    | s. op.      | Albumleave en D flat major para trompeta y piano.                                                                     | Música instrumental            |
| 1900    | Opus 061    | Astucias de amor, o Ruses d'Amour, o The Trial of Damis o Lady Soubrette, ballet en un acto.                          | Música de ballet               |
| 1900    | Opus 069    | Intermezzo Romántico, en Re mayor para orquesta.                                                                      | Música orquestal               |
| 1900    | Opus 067    | Las Estaciones, ballet en un acto.                                                                                    | Música de ballet               |
| 1900    | Opus 071    | El canto del trovador, o El canto del menestril para violoncelo y piano (o orquesta).                                 | Música instrumental (dúo)      |
| 1900    | Opus 072    | Tema y Variaciones, en Fa sostenido menor para piano.                                                                 | Música solista (piano)         |
| 1900    | Opus 073    | Obertura Solemne, para orquesta.                                                                                      | Música orquestal               |
| 1900    | Opus 080    | Chant Sans Bornes, para soprano y contralto con piano.                                                                | Música vocal (piano)           |
| 1900    | s. op.      | Gagliarde en Re mayor y Mazurka en Fa menor.                                                                          | Música solista (piano)         |
| 1900    | s. op.      | Pequeña Gavota, en Do mayor, para piano.                                                                              | Música solista (piano)         |
| 1901    | Opus 074    | Sonata para piano n.º 1, en Si bemol menor.                                                                           | Música solista (piano)         |
| 1901    | Opus 075    | Sonata para piano n.º 2, en Mi menor.                                                                                 | Música solista (piano)         |
| 1901    | Opus 076    | Marcha sobre un tema ruso, en Mi bemol mayor.                                                                         | -                              |
| 1901    | s. op.      | Slow Waltz, para orquesta en Fa mayor.                                                                                | Música orquestal               |
| 1902-03 | Opus 077    | Sinfonía n.º 7, Pastoral en Fa mayor.                                                                                 | Música orquestal (sinfonía)    |
| 1902    | Opus 078    | Balada, en Fa mayor para orquesta.                                                                                    | Música orquestal               |
| 1902    | Opus 079    | De la Edad Media, suite en Mi mayor para orquesta.                                                                    | Música orquestal               |
| 1902    | s. op.      | Cantata to the memory of M. Autolsky (según Marshak).                                                                 | Música coral (cantata)         |
| 1903-04 | Opus 082    | Concierto para violín, en La menor para violín y orquesta.                                                            | Música orquestal (concertante) |
| 1904    | Opus 081    | Escena de Danza, en La mayor para orquesta.                                                                           | Música orquestal               |
| 1905-06 | Opus 083    | Sinfonía n.º 8, en Mi bemol mayor.                                                                                    | Música orquestal (sinfonía)    |
| 1906    | Opus 085    | Dos preludios, para orquesta.                                                                                         | Música orquestal               |
| 1906    | Opus 086    | Fantasía Russa, en La mayor para balalaika y orquesta.                                                                | Música orquestal (concertante) |
| 1906    | s. op.      | The Elected of the Russian People, song/hymn after Sokolov para coro y piano (u orquesta).                            | Música coral (orquesta9        |
| 1906-07 | Opus 093    | Preludio y fuga n.º 1, en Re mayor para órgano.                                                                       | Música solista (órgano)        |
| 1907    | Opus 094    | Amor (según Shukovsky), para coro mixto a cappella.                                                                   | Música coral (capella)         |
| 1907    | s. op.      | Procession (dedicada al nacimiento de Rimski-Kórsakov en Re mayor para piano a cuatro manos.                          | Música solista (piano)         |
| 1908    | Opus 084    | La canción del destino, Obertura Dramática en Re menor para orquesta.                                                 | Música orquestal               |
| 1908    | Opus 090    | Obertura y Danza de Salomé, música incidental para el drama de Oscar Wilde.                                           | Música orquestal               |
| 1909    | Opus 087    | A la memoria de Gogol, prólogo sinfónico en Do mayor.                                                                 | Música orquestal               |
| 1909    | Opus 088    | Fantasía Finlandesa, en Do mayor para orquesta.                                                                       | Música orquestal               |
| 1910    | Opus 091    | Cortège Solennel, en Si bemol mayor para orquesta.                                                                    | Música orquestal               |
| 1910    | s. op.      | Sinfonía n.º 9, en Re menor, primer movimiento (incompleta).                                                          | Música orquestal (sinfonía)    |
| 1910    | s. op.      | Pequeña Suite de ballet, para orquesta.                                                                               | Música orquestal               |
| 1910-11 | Opus 092    | Concierto n.º 1, en Fa menor para piano y orquesta.                                                                   | Música orquestal (concertante) |
| 1911    | s. op.      | Eastern Dance, para orquesta.                                                                                         | Música orquestal               |
| 1912    | Opus 089    | Esbozos Finlandeses, en Mi mayor para orquesta.                                                                       | Música orquestal               |
| 1912    | s. op.      | Cantata dedicada al 50 aniversario del Conservatorio de San Petersburgo, para coro y orquesta.                        | Música coral (cantata)         |
| 1913    | Opus 095    | Música para el drama El rey de los judíos, de K.K. Romanov.                                                           | Música orquestal               |
| 1914    | Opus 098    | Preludio y Fuga n.º 2, en Re menor para órgano.                                                                       | Música solista (órgano)        |
| 1914    | s. op.      | To the memory of M.D. Skobelev, para coro y orquesta.                                                                 | Música coral (orquesta)        |
| 1914-15 | Opus 096    | Paráfrasis sobre el himno de Aliados, para orquesta.                                                                  | Música orquestal               |
| 1916    | Opus 099    | Leyenda de Karelia, en La menor para orquesta.                                                                        | Música orquestal               |
| 1916-17 | Opus 100    | Concierto n.º 2, en Si mayor para piano y orquesta.                                                                   | Música orquestal (concertante) |
| 1917    | Opus 100a/b | Mazurca Oberek, (1917) para violín y orquesta (o piano).                                                              | Música orquestal (concertante) |
| 1917    | s. op.      | Variations after the Variations for string quartet from 1895 en Sol menor,, para orquesta de cuerdas.                 | Música orquestal               |
| 1918    | Opus 097    | Canción de los remeros del Volga, para coro y orquesta.                                                               | Música coral (orquesta)        |
| 1917-18 | s. op.      | Poems-Improvisations en Sol menor y Mi menor, para piano.                                                             | Música solista (piano)         |
| 1918-23 | Opus 101    | Cuatro Preludios y Fugas, para piano.                                                                                 | Música solista (piano)         |
| 1918    | Opus 102    | Romanza de Nina, para la obra "Masquerada".                                                                           | -                              |
| 1919-20 | Opus 104    | Fantasía, en Fa menor para dos pianos.                                                                                | Música solista (pianos)        |
| 1920-21 | Opus 106    | Cuarteto de cuerdas n.º 6, en Si mayor.                                                                               | Música de cámara (cuarteto)    |
| 1926    | s. op.      | Preludio y fuga en mi, para piano.                                                                                    | Música solista (piano)         |
| 1926    | Opus 103    | Idilio, en Fa sostenido mayor para piano.                                                                             | Música solista (piano)         |
| 1928    | Opus 105    | Elegía en Re menor, para cuarteto de cuerdas.                                                                         | Música de cámara (cuarteto)    |
| 1929/30 | s. op.      | Fantasía, para dos pianos.                                                                                            | Música solista (pianos)        |
| 1930    | Opus 107    | Cuarteto de cuerdas n.º 7, Hommage au passé, en Do mayor "".                                                          | Música de cámara (cuarteto)    |
| 1931    | Opus 108    | Concierto Balada, en Do mayor para violonchelo y orquesta.                                                            | Música orquestal (concertante) |
| 1932    | s. op.      | Cuarteto de saxofones (manuscrito).                                                                                   | Música instrumental            |
| 1933/34 | s. op.      | Poème Epique, para orquesta.                                                                                          | Música orquestal               |
| 1934/35 | Opus 109    | Concierto para saxofón alto y orquesta de cuerdas, en Mi bemol mayor. (versión para orquesta op. 109 a)               | Música orquestal (concierto)   |
| 1934    | Opus 110    | Fantasía en Sol menor para órgano.                                                                                    | Música solista (órgano)        |

## Textos publicados
Glazunov también escribió algunos textos y artículos:
- Mi relación con Chaikovski, Moscú, 1924.
- Beethoven, como compositor y pensador, Leningrado, 1927.
- Franz Schubert, Leningrado, 1928.
- En recuerdo de Beláyev, París, 1929
- En recuerdo de Mijaíl Glinka, París, 1929